# Скраггс, Эрл
Эрл Скраггс  (Earl Eugene Scruggs; 6 января 1924 — 28 марта 2012) — американский музыкант, отмеченный за совершенствование и популяризацию трехпальцевого стиля исполнения музыки блюграсс, известного как «стиль Скраггса», определяющего качества этой музыки. Хотя и другие исполнители пользовались трехпальцевым стилем ранее, Скраггс выделился немедленно после того, как Билл Монро пригласил его для игры на банджо в своей группе The Blue Grass Boys.

## Ранняя жизнь и карьера
Скраггс родился в местечке Shelby штата Северная Каролина. Он вырос в округе Клевленд этого же штата .
Скраггс появился в группе «the Blue Grass Boys» в конце 1945 г. и быстро популяризовал свой трехпальцевый стиль исполнения музыки блюграсс.
В 1948 г. он с гитаристом Lester Flatt покинул группу Билла Монро и образовал группу Foggy Mountain Boys, позже известную как просто «Flatt and Scruggs». В 1969 г. они разорвали, а Скраггс образовал новый ансамбль «the Earl Scruggs Revue», исполняя несколько его песен. 24 сентября 1962 г. певец Jerry Scoggins, а также Lester Flatt и Скраггс записали The Ballad of Jed Clampett для телевизионного шоу "The Beverly Hillbillies. Эта тематическая песня немедленно стала хитом музыка кантри и исполнялась в начале и конце каждого эпизода. Flatt и Скраггс появились в нескольких эпизодах, исполняя тематическую песнь и «Pearl Pearl Pearl».

15 ноября 1969 г. Скраггс исполнил свою «Foggy Mountain Breakdown», завоевавшую премию Грэмми, на сцене под открытым небом в столице США г. Вашингтоне на Моратории к окончанию Войны во Вьетнаме. Он стал одним из немногих западных исполнителей Блюграсс и кантри, кто поддержал движение против войны. В интервью после концерта Скраггс сказал: 
Я считаю, что люди на Юге озабочены также, как и те, которые идут сегодня по этим улицам … Я искренен по поводу того, чтобы вернуть наших парней домой. Я негодую и скорблю о тех парнях, которых мы потеряли там [во Вьетнаме]. И если бы я не видел хорошего повода продолжать, я не был бы здесь сегодня.

### Награды
В 1969 г. Flatt и Скраггс завоевали премию Грэмми за Foggy Mountain Breakdown. В 1985 г. оба попали в «Зал Славы музыки кантри». В 1989 г. Скраггс стал членом в Национальном Наследии (National Heritage Fellowship) за его заслуги перед американской музыкой. В 1992 г. он награждён национальной медалью искусств.
В 2002 г. Скраггс завоевал вторую премию Грэмми. 13 сентября 2003 г. Скраггс получил звезду в Голливудском зале славы. В том же году он и Flatt получили номер 24 среди 40 величайших исполнителей музыки кантри.

## Смерть
Скраггс умер 28 марта 2012 г. в госпитале г. Нэшвилл от естественных причин.

## Наследие
Знаменитый исполнитель банджо Bela Fleck назвал Эрла Скраггса среди людей, оказавших на него влияние., и констатировал, что Скраггс «определённо лучший» исполнитель своего трехпальцевого стиля на банджо.

## Дискография

### Альбомы
| Год  | Сингл                                                                         | Место в Чарте | Место в Чарте | Место в Чарте | Место в Чарте |
| Год  | Сингл                                                                         | Кантри США    | США           | US Heat       | Блюграсс США  |
| ---- | ----------------------------------------------------------------------------- | ------------- | ------------- | ------------- | ------------- |
| 1967 | Strictly Instrumental (with Lester Flatt and Doc Watson)                      |               |               |               |               |
| 1967 | 5 String Banjo Instruction Album                                              |               |               |               |               |
| 1968 | The Story of Bonnie and Clyde (with Lester Flatt and the Foggy Mountain Boys) |               |               |               |               |
| 1969 | Changin' Times                                                                |               |               |               |               |
| 1970 | Nashville Airplane                                                            |               |               |               |               |
| 1972 | I Saw the Light with Some Help from My Friends                                |               |               |               |               |
| 1972 | Earl Scruggs: His Family and Friends                                          |               |               |               |               |
| 1972 | Live at Kansas State                                                          | 20            | 204           |               |               |
| 1973 | Rockin' 'Cross the Country                                                    | 46            |               |               |               |
| 1973 | Dueling Banjos                                                                |               | 202           |               |               |
| 1973 | The Earl Scruggs Revue                                                        |               | 169           |               |               |
| 1975 | Anniversary Special                                                           |               | 104           |               |               |
| 1976 | The Earl Scruggs Revue 2                                                      |               | 161           |               |               |
| 1976 | Family Portrait                                                               | 49            |               |               |               |
| 1977 | Live from Austin City Limits                                                  | 49            |               |               |               |
| 1977 | Strike Anywhere                                                               |               |               |               |               |
| 1978 | Bold & New                                                                    | 50            |               |               |               |
| 1979 | Today & Forever                                                               |               |               |               |               |
| 1982 | Storyteller and the Banjo Man (with Tom T. Hall)                              |               |               |               |               |
| 1982 | Flatt & Scruggs                                                               |               |               |               |               |
| 1983 | Top of the World                                                              |               |               |               |               |
| 1984 | Superjammin'                                                                  |               |               |               |               |
| 1998 | Artist’s Choice: The Best Tracks (1970—1980)                                  |               |               |               |               |
| 2001 | Earl Scruggs and Friends                                                      | 39            |               | 33            | 14            |
| 2002 | Classic Bluegrass Live: 1959—1966                                             |               |               |               |               |
| 2003 | Three Pickers (with Doc Watson and Ricky Skaggs)                              | 24            | 179           |               | 2             |
| 2004 | The Essential Earl Scruggs                                                    |               |               |               |               |
| 2005 | Live with Donnie Allen and Friends                                            |               |               |               |               |
| 2007 | Lifetimes: Lewis, Scruggs, and Long                                           |               |               |               |               |

### Синглы
| Год  | Сингл                                                             | Место в Чарте | Место в Чарте | Альбом                               |
| Год  | Сингл                                                             | Кантри США    | CAN Country   | Альбом                               |
| ---- | ----------------------------------------------------------------- | ------------- | ------------- | ------------------------------------ |
| 1970 | «Nashville Skyline Rag»                                           | 74            | —             | Earl Scruggs: His Family and Friends |
| 1979 | «I Sure Could Use the Feeling»                                    | 30            | 41            | Single only                          |
| 1979 | «Play Me No Sad Songs»                                            | 82            | 66            | Today & Forever                      |
| 1980 | «Blue Moon of Kentucky»                                           | 46            | —             | Today & Forever                      |
| 1982 | «There Ain’t No Country Music on This Jukebox» (with Tom T. Hall) | 77            | —             | Storyteller and the Banjo Man        |
| 1982 | «Song of the South» (with Tom T. Hall)                            | 72            | —             | Storyteller and the Banjo Man        |

### Музыкальные видео
| Год  | Видео                                                 | Директор        |
| ---- | ----------------------------------------------------- | --------------- |
| 1992 | «The Dirt Road» (with Sawyer Brown)                   | Michael Salomon |
| 2001 | «Foggy Mountain Breakdown» (Earl Scruggs and Friends) | Gerry Wenner    |

## ДВД
- Earl Scruggs– His Family and Friends (2005)
(Recorded 1969. Bob Dylan, The Byrds, Bill Monroe, Joan Baez et al.)
- Private Sessions (2005)
- The Bluegrass Legend (2006)

Earl Scruggs, Doc Watson and Ricky Skaggs
- The Three Pickers (2003)

Flatt and Scruggs
- The Best of Flatt and Scruggs TV Show Vol 1 (2007)
- The Best of Flatt and Scruggs TV Show Vol 2 (2007)
- The Best of Flatt and Scruggs TV Show Vol 3 (2007)
- The Best of Flatt and Scruggs TV Show Vol 4 (2007)
- The Best of Flatt and Scruggs TV Show Vol 5 (2008)
- The Best of Flatt and Scruggs TV Show Vol 6 (2008)
- The Best of Flatt and Scruggs TV Show Vol 7 (2009)
- The Best of Flatt and Scruggs TV Show Vol 8 (2009)
- The Best of Flatt and Scruggs TV Show Vol 9 (2010)
- The Best of Flatt and Scruggs TV Show Vol 10 (2010)

## Внешние ссылки
- earlscruggs.com — официальный сайт Эрл Скраггс
- Interview with www.CountryMusicPride.com Interview with www.CountryMusicPride.com
- at the Country Music Hall of Fame
- on MCA Nashville
- on Rounder Records
- Country Music Hall of Fame and Museum
- Los Angeles Times obituary